# Sipura
Sipura o Sipora és una illa situada a prop de Sumatra a la província de Sumatra occidental d'Indonèsia. És la segona més petita però la més desenvolupada de les quatre illes de l'arxipèlag de Mentawai amb només 651 km². Tenia una població de 17.557 al cens del 2010 i 21.901 al cens del 2020. A l'illa hi ha la capital de l'arxipèlag, Tua Pejat. Aproximadament només resta un 15% de la selva original de l'illa. El nom el van posar els britànics el 1806.